# Brian McKechnie (cricket)
Pour les articles homonymes, voir Brian McKechnie.
Pas d'image ? Cliquez ici

a Compétitions nationales et continentales officielles uniquement.

b Matchs officiels uniquement.
Dernière mise à jour le 15 avril 2023.
Brian John McKechnie, né le 6 novembre 1953 à Gore, est un ancien joueur de rugby à XV et de cricket néo-zélandais, évoluant au poste de demi d'ouverture ou d'arrière.
Sportif naturellement doué, il a été international néo-zélandais dans deux sports, le rugby et le cricket. C'est l'un des sept joueurs internationaux néo-zélandais dans les deux sports.
En cricket, Eric Tindill n'a disputé aucun test pour l'équipe de Nouvelle-Zélande de cricket cependant il joue 14 One-day International (ou ODI). 
Ses débuts internationaux en rugby à XV ont lieu le 11 novembre 1977 contre la France à Toulouse. Son dernier test match a lieu le 14 novembre 1981 contre la France à Toulouse.

## Rugby à XV

### Clubs
- Invercargill Star
- Province de Southland

### Palmarès

#### En équipe nationale
- 10 sélections avec les All Blacks de 1977 à 1981
- 16 matchs non-officiels
- total de 26 matchs joués
- 46 points en test matchs (5 transformations, 11 pénalités, 1 drop)
- Nombre de sélections par année : 2 en 1977, 5 en 1978, 1 en 1979, 2 en 1981

## Cricket

### Palmarès

#### En équipe nationale
- 14 ODI joués entre 1975 et 1981